# Spierreuma
Spierreuma of polymyalgia rheumatica, afgekort PMR is een syndroom met ontstekingen aan bepaalde groepen spieren. Polymyalgia betekent zoveel als pijn in meerdere spieren, terwijl rheumatica op een op reuma gelijkend ziektebeeld wijst. De diagnose wordt na uitsluiting van andere, vaker voorkomende ziekten meestal gesteld aan de hand van symmetrische spierpijnen in schouders, heupen en bovenbenen, in combinatie met een verhoogde bloedbezinkingssnelheid (BSE), hoewel BSE niet altijd aanwezig is. Spierreuma komt vrijwel uitsluitend voor bij mensen ouder dan 50 jaar, twee tot drie keer vaker bij vrouwen dan bij mannen. De precieze oorzaak van de spierpijn bij PMR is onbekend, men vermoedt dat ontstoken slagaderen (arteriitis) in de spieren de pijn veroorzaken, of dat de spierpijn indirect wordt veroorzaakt door ontstoken gewrichten (artritis). Genetische en omgevingsfactoren lijken in ieder geval een rol te spelen. Monsters van spierweefsel van PMR-patiënten vertonen geen afwijkingen. Er wordt aangenomen dat de ziekte nauw verwant is aan de aandoening arteriitis temporalis, die in dezelfde leeftijdsgroep voorkomt, vaak gepaard gaat met polymyalgia rheumatica, en eveneens goed reageert op (hogere) doses prednison of prednisolon.
Spierreuma is te bestrijden met prednisolon, een krachtige ontstekingsremmer en immuunsuppressivum. Prednisolon behoort tot de corticosteroïden (bijnierschorshormonen). Vaak duurt de behandeling hiermee één tot drie jaar, meestal totdat de BSE gedurende enige tijd weer normaal is. De startdosis is meestal 15 mg en de dosis wordt heel langzaam afgebouwd op geleide van klachten en BSE. Als er ook sprake is van arteriitis temporalis dan wordt gestart met een hogere dosering. Soms komen de klachten terug en dan wordt de dosis weer verhoogd tot het niveau waarop er geen klachten waren. Als de spierreuma zonder prednisolon niet weg is, zal de patiënt levenslang prednisolon moeten blijven slikken. Voordat de diagnose gesteld wordt moet een andere oorzaak van de klachten worden uitgesloten, zoals een kwaadaardige aandoening. Wanneer er hoofdpijn eenzijdig optreedt, moet met een biopsie een arteriitis temporalis uitgesloten worden.
Een latente stijfheid blijft na de behandeling vaak aanwezig, doch hiermee is doorgaans zonder medicatie te leven. Regelmatige beweging (wandelen, fietsen, zwemmen) en eventuele therapeutische begeleiding maken een en ander draaglijk. Aangezien bij langdurig gebruik van corticosteroïden vaak botontkalking (osteoporose) optreedt, is het aan te raden in voorkomend geval preventief al extra calcium, vitamine D en bisfosfonaten te gebruiken.

## Symptomen
- De pijn en stijfheid zitten in de spieren rond de nek, schouders, heupen of billen
- Vermoeidheid
- Pijn wordt erger door bewegen
- Polsen, enkels of voeten doen pijn
- Dikke handen of voeten (omdat er vocht inzit)
- Gewichtsverlies
- Lichte koorts (koorts is 38 graden of hoger).
- Nachtzweten[1]